# Tyrannochthonius chamberlini
Tyrannochthonius chamberlini és una espècie d'aràcnid de l'ordre Pseudoscorpionida de la família Chthoniidae.
Es troba de forma endèmica a Alabama (Estats Units).